# Canal de sodio

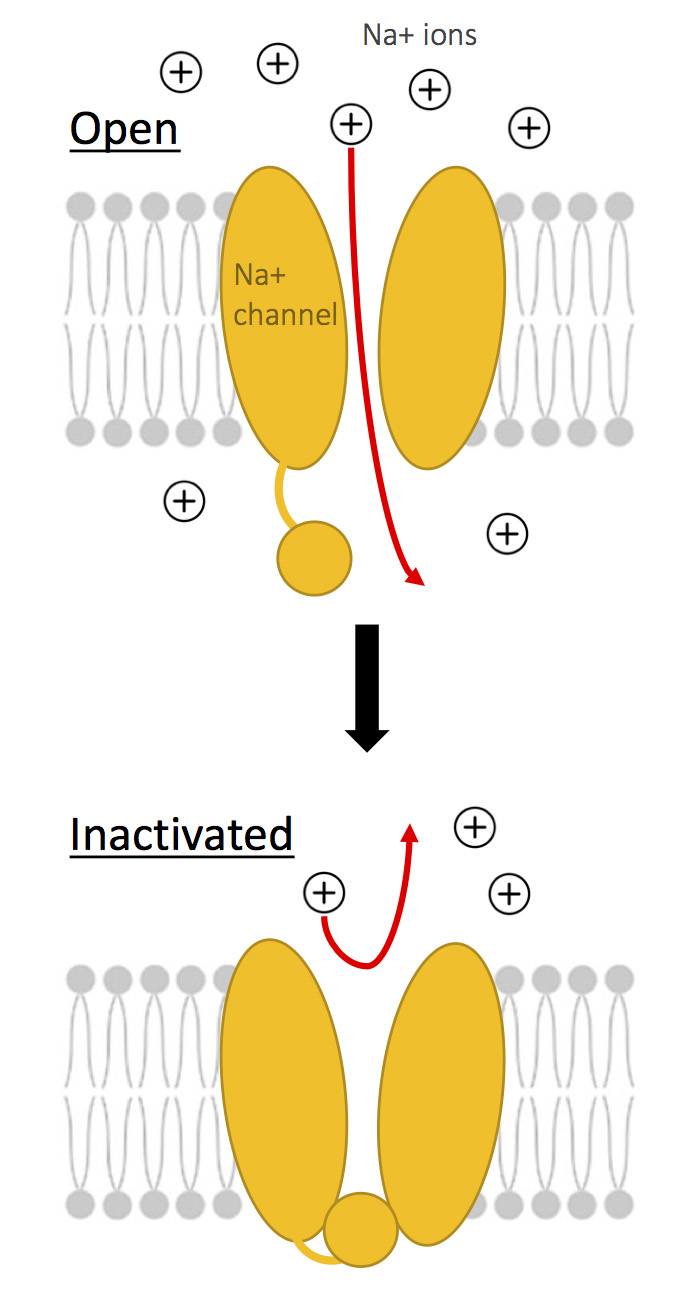
Canal de sodio.

Los canales de sodio dependientes de potencial son proteínas transmembranales que permiten el paso de iones sodio a través de la membrana celular. El transporte de los iones sodio a través de  estos canales es pasivo y solo depende del potencial electroquímico del ion (no requiere energía en la forma de ATP).
En células excitables, tales como neuronas y cardiomiocitos, los canales de sodio son responsables de la fase ascendente del potencial de acción (despolarización).
Los canales de potencial (voltaje) dependientes de sodio, son una familia de aproximadamente 9 canales, los cuales se abren por cambios en la diferencia de potencial de la membrana plasmática, producidos por estímulos como neurotransmisores.

## Genes
Esta familia de canales está compuesta por 9 genes (SCN) que derivan en 9 proteínas distintas (Nav 1.1 – Nav 1.9) y una nueva subfamilia llamada Navx (tabla 1). En humanos, los genes para estas proteínas se encuentran en distintos cromosomas (2, 3, 12 y 17) y son regulados de manera diferencial durante el desarrollo.

## Estructura proteica
Los canales de sodio están compuestos por una gran subunidad proteica alfa, la que puede asociarse con otras proteínas (subunidades beta). La parte central de un canal de sodio es la subunidad alfa, la expresión de esta en una célula es suficiente y necesaria para conducir sodio a través de la membrana. La subunidad beta cumple roles de modulación tanto en la activación como en la conducción de iones a través del canal.
La subunidad alfa posee cuatro dominios repetidos, compuestos de seis segmentos que atraviesan la membrana plasmática (S1-S6). En particular la apertura de estos canales está determinada por la presencia de varios aminoácidos cargados positivamente (argininas) en el segmento S4, los cuales cumplen la función de “censar” los cambios en el potencial de membrana. Los cambios en el potencial de membrana producen el movimiento de estos motivos aminoacídicos, los cuales transmiten este movimiento al resto de la proteína permitiendo la apertura del canal. Para que se produzca la apertura del canal, los cuatro segmentos S4 presentes en los dominios de la proteína, deben estar en la posición activada al mismo tiempo.
El poro de conducción del canal se forma entre los segmentos S5 y S6 de cada uno de los dominios de la proteína (loop-P). En la región cercana a la porción extracelular se encuentra el filtro de selectividad, en esta zona el ion es deshidratado y seleccionado para atravesar la membrana plasmática. En la región de unión entre los dominios III y IV se encuentra la “partícula de inactivación” la cual es un motivo aminoacídico que inactiva rápidamente el canal tras su apertura.

## Apertura (Gating)
Los canales de sodio dependientes de potencial, poseen al menos tres estados: desactivado (cerrado), activado (abierto) e inactivado (cerrado). En estado normal los canales se encuentran en estado desactivado, en este estado el canal se encuentra cerrado a la conducción de iones. Cuando ocurre un cambio en el potencial de membrana, los sensores de potencial en el segmento S4 comienzan a moverse en el campo eléctrico de la membrana plasmática, una vez que los segmentos S4 de cada uno de los dominios se encuentran en la posición activada, el canal se abre. La apertura del canal es de corta duración (aproximadamente 2-5 milisegundos) y una vez abierto el canal comienza el proceso de inactivación el cual consiste en la oclusión del poro en la cara intracelular producido por la partícula de inactivación (el segmento aminoacidico de unión entre los dominios III y IV). En este estado, el canal permanece abierto pero se encuentra en un estado de no conducción iónica por lo tanto, en términos prácticos, está cerrado. La remoción de la inactivación ocurre una vez que la membrana se repolariza y la partícula de inactivación vuelve a su posición original. Este proceso permite que el canal vuelva a estar disponible para la conducción iónica frente a un cambio del potencial de membrana.

## Permeabilidad
El poro del canal de sodio contiene un filtro de selectividad entre los segmentos S5 y S6, en esta zona se encuentran una serie de aminoácidos cargados negativamente que cumplen la función de atraer los iones positivos y repeler los iones negativos, a su vez el poro se vuelve más estrecho (0.2 - 0.3 nm) hacia el interior, en esta zona se encuentra un ácido glutámico (aminoácido) el cual “sensa” el tamaño del ion sodio y permite el paso de este por sobre otros iones positivos, también en esta zona ocurre la deshidratación del ion. Una vez dentro de esta región, el ion sodio pasa a través del poro y luego a la salida este se vuelve a hidratarse y ocurre el movimiento del ion a través de la célula.

## Diversidad
Los canales de sodio dependientes de potencial, se componen generalmente de una subunidad alfa que es la que forma la unidad conductora y una o dos subunidades beta que modulan la actividad y “gating” del canal. La presencia de una subunidad alfa en una célula es necesaria y suficiente para producir un canal funcional. 

## Subunidades alfa
La familia de los canales de sodio tiene 9 miembros conocidos con una identidad > 50% en las regiones transmembrana y la región del “loop” extracelular. Una nomenclatura estandarizada para los canales de sodio se usa actualmente y es mantenida por la IUPHAR. Los canales de sodio dependientes de potencial, son llamados Nav y son numerados desde 1.1 a 1.9. A su vez los genes son llamados SCN, y se denominan desde 1A hasta SCN11A (el gen SCN6/7A es parte de la subfamilia Nax y su función es desconocida) (Tabla 1). Los canales de sodio se diferencian entre ellos no solo por su secuencia sino también por sus cinéticas y perfiles de expresión 5.
| Proteína | Gen         | Perfil de expresión                                                                            | Canalopatia humana asociada |
| -------- | ----------- | ---------------------------------------------------------------------------------------------- | --- |
| Nav1.1   | HGNC SCN1A  | Neuronas centrales, neuronas periféricas y cardiomiocitos                                      | Epilepsia febril, epilepsia generalizada con convulsiones febriles, síndrome de Dravet (también conocido como epilepsia febril mioclonica de la infancia), síndrome de Doose (epilepsia mioclónica astática), epilepsia intratable de la niñez con convulsiones tónico clónicas), síndrome de Panayiotopoulos, y migraña familiar hemiplejica (FHM) |
| Nav1.2   | HGNC SCN2A  | Neuronas centrales, neuronas periféricas                                                       | Convulsiones febriles hereditarias y epilepsia |
| Nav1.3   | HGNC SCN3A  | Neuronas centrales, neuronas periféricas y cardiomiocitos                                      | No se conocen hasta el momento |
| Nav1.4   | HGNC SCN4A  | Músculo esquelético                                                                            | Parálisis periódica hipercalemicaparamiotonica congénita, y miotonia agravada por potasio |
| Nav1.5   | HGNC SCN5A  | Cardiomiocito, músculo esquelético no inervado, neuronas centrales                             | Síndrome del QT largo, síndrome de Brugada, y fibrilacion ventricular idiopatica |
| Nav1.6   | HGNC SCN8A  | Neuronas centrales, Ganglios de la raíz dorsal, neuronas periféricas, corazón, células gliales | No se conocen hasta el momento |
| Nav1.7   | HGNC SCN9A  | Ganglios de la raíz dorsal, neuronas sympaticas, células de Schwann, y células neuroendocrinas | Eritromelalgia, desorden paroxístico de dolor extremo y canalopatia asociadad a insensibilidad al dolor |
| Nav1.8   | HGNC SCN10A | Ganglios de la raíz dorsal                                                                     | No se conocen hasta el momento |
| Nav1.9   | HGNC SCN11A | Ganglios de la raíz dorsal                                                                     | No se conocen hasta el momento |
| Nax      | HGNC SCN7A  | Corazón, útero, músculo esquelético, astrocitos, Ganglios de la raíz dorsal                    | no se conocen hasta el momento |

## Subunidad beta
Las subunidades beta del canal de sodio son glicoproteínas transmembrana tipo 1 con el N-terminal y extracelular y el C-terminal en la cara citoplasmática. Como miembro de la superfamilia de las inmunoglobulinas, las subunidades beta contienen un loop Ig en su dominio extracelular. Las subunidades beta del canal de sodio no comparten homología con su contraparte en los canales de potasio y calcio, más bien ellas son homólogas a moléculas de adhesión celular (CAMs). Existen 4 subunidades betas conocidas; SCN1B, SCN2B, SCN3B, SCN4B 9.
Beta 1 y beta 3 interactúan con las subunidades alfa de manera no covalente mientras que la beta 2 y beta 4 se asocian con la subunidad alfa mediante puentes disulfuro.
| Proteína | Enlace al Gen | Se une con                       | Perfil de expresión                                                          | Canalopatia humana asociada |
| -------- | ------------- | -------------------------------- | ---------------------------------------------------------------------------- | --------------------------- |
| Navβ1    | HGNC SCN1B    | Nav1.1 to Nav1.7                 | Neuronas centrales, neuronas periféricas, músculo esquelético, corazón, glia | epilepsia                   |
| Navβ2    | HGNC SCN2B    | Nav1.1, Nav1.2, Nav1.5 to Nav1.7 | Neuronas centrales, neuronas periféricas, corazón, glia                      | No se conocen               |
| Navβ3    | HGNC SCN3B    | Nav1.1 to Nav1.3, Nav1.5         | Neuronas centrales, neuronas periféricas, glándula adrenal, riñón,           | No se conocen               |
| Navβ4    | HGNC SCN4B    | Nav1.1, Nav1.2, Nav1.5           | Neuronas centrales, neuronas periféricas, músculo esquelético, corazón       | No se conocen               |

## Modulación
Los canales de sodio pueden ser modulados por fosforilación/desfosforilación mediada por diversas quinasas tales como ERK1/2, p38, PKA y PKC. En general estas fosforilaciones cambian la cinética de activación y/o de inactivación del canal 10-13.

## Funciones
En general los canales de sodio dependientes de potencial tienen un papel muy importante en la generación del potencial de acción, si suficientes canales se abren cuando hay un cambio del potencial de membrana, un pequeño pero significativo flujo de iones sodio se mueven hacia dentro de la célula (a favor de su gradiente electroquímico) despolarizando la célula. De esta manera mientras más canales se encuentren en una región de la célula más fácil será gatillar (más excitable) y propagar un potencial de acción. 
Estos canales participan en la fase ascendente del potencial de acción, permiten la despolarización de la neurona y de los miocitos. Los canales de sodio se abren y cierran más rápido que los canales de potasio, esto produce una entrada de cargas positivas (Na+) durante el comienzo del potencial de acción y una salida (K+) hacia el final del potencial de acción. La capacidad de estos canales de encontrarse en un estado cerrado-inactivado produce el período refractario y es crítico para la propagación del potencial de acción en el axón de las neuronas. Por otra parte, mutaciones en los genes para los canales de sodio pueden conducir a patologías tales como la epilepsia, miocardiopatías, arritmias 15-19.